# Король (шахматы)
|   | a | b | c | d | e | f | g | h |   |
| - | --- | --- | --- | --- | --- | --- | --- | --- | - |
| 8 | d5 чёрный крест · e5 чёрный крест · f5 чёрный крест · d4 чёрный крест · e4 белый король · f4 чёрный крест · d3 чёрный крест · e3 чёрный крест · f3 чёрный крест | d5 чёрный крест · e5 чёрный крест · f5 чёрный крест · d4 чёрный крест · e4 белый король · f4 чёрный крест · d3 чёрный крест · e3 чёрный крест · f3 чёрный крест | d5 чёрный крест · e5 чёрный крест · f5 чёрный крест · d4 чёрный крест · e4 белый король · f4 чёрный крест · d3 чёрный крест · e3 чёрный крест · f3 чёрный крест | d5 чёрный крест · e5 чёрный крест · f5 чёрный крест · d4 чёрный крест · e4 белый король · f4 чёрный крест · d3 чёрный крест · e3 чёрный крест · f3 чёрный крест | d5 чёрный крест · e5 чёрный крест · f5 чёрный крест · d4 чёрный крест · e4 белый король · f4 чёрный крест · d3 чёрный крест · e3 чёрный крест · f3 чёрный крест | d5 чёрный крест · e5 чёрный крест · f5 чёрный крест · d4 чёрный крест · e4 белый король · f4 чёрный крест · d3 чёрный крест · e3 чёрный крест · f3 чёрный крест | d5 чёрный крест · e5 чёрный крест · f5 чёрный крест · d4 чёрный крест · e4 белый король · f4 чёрный крест · d3 чёрный крест · e3 чёрный крест · f3 чёрный крест | d5 чёрный крест · e5 чёрный крест · f5 чёрный крест · d4 чёрный крест · e4 белый король · f4 чёрный крест · d3 чёрный крест · e3 чёрный крест · f3 чёрный крест | 8 |
| 7 | d5 чёрный крест · e5 чёрный крест · f5 чёрный крест · d4 чёрный крест · e4 белый король · f4 чёрный крест · d3 чёрный крест · e3 чёрный крест · f3 чёрный крест | d5 чёрный крест · e5 чёрный крест · f5 чёрный крест · d4 чёрный крест · e4 белый король · f4 чёрный крест · d3 чёрный крест · e3 чёрный крест · f3 чёрный крест | d5 чёрный крест · e5 чёрный крест · f5 чёрный крест · d4 чёрный крест · e4 белый король · f4 чёрный крест · d3 чёрный крест · e3 чёрный крест · f3 чёрный крест | d5 чёрный крест · e5 чёрный крест · f5 чёрный крест · d4 чёрный крест · e4 белый король · f4 чёрный крест · d3 чёрный крест · e3 чёрный крест · f3 чёрный крест | d5 чёрный крест · e5 чёрный крест · f5 чёрный крест · d4 чёрный крест · e4 белый король · f4 чёрный крест · d3 чёрный крест · e3 чёрный крест · f3 чёрный крест | d5 чёрный крест · e5 чёрный крест · f5 чёрный крест · d4 чёрный крест · e4 белый король · f4 чёрный крест · d3 чёрный крест · e3 чёрный крест · f3 чёрный крест | d5 чёрный крест · e5 чёрный крест · f5 чёрный крест · d4 чёрный крест · e4 белый король · f4 чёрный крест · d3 чёрный крест · e3 чёрный крест · f3 чёрный крест | d5 чёрный крест · e5 чёрный крест · f5 чёрный крест · d4 чёрный крест · e4 белый король · f4 чёрный крест · d3 чёрный крест · e3 чёрный крест · f3 чёрный крест | 7 |
| 6 | d5 чёрный крест · e5 чёрный крест · f5 чёрный крест · d4 чёрный крест · e4 белый король · f4 чёрный крест · d3 чёрный крест · e3 чёрный крест · f3 чёрный крест | d5 чёрный крест · e5 чёрный крест · f5 чёрный крест · d4 чёрный крест · e4 белый король · f4 чёрный крест · d3 чёрный крест · e3 чёрный крест · f3 чёрный крест | d5 чёрный крест · e5 чёрный крест · f5 чёрный крест · d4 чёрный крест · e4 белый король · f4 чёрный крест · d3 чёрный крест · e3 чёрный крест · f3 чёрный крест | d5 чёрный крест · e5 чёрный крест · f5 чёрный крест · d4 чёрный крест · e4 белый король · f4 чёрный крест · d3 чёрный крест · e3 чёрный крест · f3 чёрный крест | d5 чёрный крест · e5 чёрный крест · f5 чёрный крест · d4 чёрный крест · e4 белый король · f4 чёрный крест · d3 чёрный крест · e3 чёрный крест · f3 чёрный крест | d5 чёрный крест · e5 чёрный крест · f5 чёрный крест · d4 чёрный крест · e4 белый король · f4 чёрный крест · d3 чёрный крест · e3 чёрный крест · f3 чёрный крест | d5 чёрный крест · e5 чёрный крест · f5 чёрный крест · d4 чёрный крест · e4 белый король · f4 чёрный крест · d3 чёрный крест · e3 чёрный крест · f3 чёрный крест | d5 чёрный крест · e5 чёрный крест · f5 чёрный крест · d4 чёрный крест · e4 белый король · f4 чёрный крест · d3 чёрный крест · e3 чёрный крест · f3 чёрный крест | 6 |
| 5 | d5 чёрный крест · e5 чёрный крест · f5 чёрный крест · d4 чёрный крест · e4 белый король · f4 чёрный крест · d3 чёрный крест · e3 чёрный крест · f3 чёрный крест | d5 чёрный крест · e5 чёрный крест · f5 чёрный крест · d4 чёрный крест · e4 белый король · f4 чёрный крест · d3 чёрный крест · e3 чёрный крест · f3 чёрный крест | d5 чёрный крест · e5 чёрный крест · f5 чёрный крест · d4 чёрный крест · e4 белый король · f4 чёрный крест · d3 чёрный крест · e3 чёрный крест · f3 чёрный крест | d5 чёрный крест · e5 чёрный крест · f5 чёрный крест · d4 чёрный крест · e4 белый король · f4 чёрный крест · d3 чёрный крест · e3 чёрный крест · f3 чёрный крест | d5 чёрный крест · e5 чёрный крест · f5 чёрный крест · d4 чёрный крест · e4 белый король · f4 чёрный крест · d3 чёрный крест · e3 чёрный крест · f3 чёрный крест | d5 чёрный крест · e5 чёрный крест · f5 чёрный крест · d4 чёрный крест · e4 белый король · f4 чёрный крест · d3 чёрный крест · e3 чёрный крест · f3 чёрный крест | d5 чёрный крест · e5 чёрный крест · f5 чёрный крест · d4 чёрный крест · e4 белый король · f4 чёрный крест · d3 чёрный крест · e3 чёрный крест · f3 чёрный крест | d5 чёрный крест · e5 чёрный крест · f5 чёрный крест · d4 чёрный крест · e4 белый король · f4 чёрный крест · d3 чёрный крест · e3 чёрный крест · f3 чёрный крест | 5 |
| 4 | d5 чёрный крест · e5 чёрный крест · f5 чёрный крест · d4 чёрный крест · e4 белый король · f4 чёрный крест · d3 чёрный крест · e3 чёрный крест · f3 чёрный крест | d5 чёрный крест · e5 чёрный крест · f5 чёрный крест · d4 чёрный крест · e4 белый король · f4 чёрный крест · d3 чёрный крест · e3 чёрный крест · f3 чёрный крест | d5 чёрный крест · e5 чёрный крест · f5 чёрный крест · d4 чёрный крест · e4 белый король · f4 чёрный крест · d3 чёрный крест · e3 чёрный крест · f3 чёрный крест | d5 чёрный крест · e5 чёрный крест · f5 чёрный крест · d4 чёрный крест · e4 белый король · f4 чёрный крест · d3 чёрный крест · e3 чёрный крест · f3 чёрный крест | d5 чёрный крест · e5 чёрный крест · f5 чёрный крест · d4 чёрный крест · e4 белый король · f4 чёрный крест · d3 чёрный крест · e3 чёрный крест · f3 чёрный крест | d5 чёрный крест · e5 чёрный крест · f5 чёрный крест · d4 чёрный крест · e4 белый король · f4 чёрный крест · d3 чёрный крест · e3 чёрный крест · f3 чёрный крест | d5 чёрный крест · e5 чёрный крест · f5 чёрный крест · d4 чёрный крест · e4 белый король · f4 чёрный крест · d3 чёрный крест · e3 чёрный крест · f3 чёрный крест | d5 чёрный крест · e5 чёрный крест · f5 чёрный крест · d4 чёрный крест · e4 белый король · f4 чёрный крест · d3 чёрный крест · e3 чёрный крест · f3 чёрный крест | 4 |
| 3 | d5 чёрный крест · e5 чёрный крест · f5 чёрный крест · d4 чёрный крест · e4 белый король · f4 чёрный крест · d3 чёрный крест · e3 чёрный крест · f3 чёрный крест | d5 чёрный крест · e5 чёрный крест · f5 чёрный крест · d4 чёрный крест · e4 белый король · f4 чёрный крест · d3 чёрный крест · e3 чёрный крест · f3 чёрный крест | d5 чёрный крест · e5 чёрный крест · f5 чёрный крест · d4 чёрный крест · e4 белый король · f4 чёрный крест · d3 чёрный крест · e3 чёрный крест · f3 чёрный крест | d5 чёрный крест · e5 чёрный крест · f5 чёрный крест · d4 чёрный крест · e4 белый король · f4 чёрный крест · d3 чёрный крест · e3 чёрный крест · f3 чёрный крест | d5 чёрный крест · e5 чёрный крест · f5 чёрный крест · d4 чёрный крест · e4 белый король · f4 чёрный крест · d3 чёрный крест · e3 чёрный крест · f3 чёрный крест | d5 чёрный крест · e5 чёрный крест · f5 чёрный крест · d4 чёрный крест · e4 белый король · f4 чёрный крест · d3 чёрный крест · e3 чёрный крест · f3 чёрный крест | d5 чёрный крест · e5 чёрный крест · f5 чёрный крест · d4 чёрный крест · e4 белый король · f4 чёрный крест · d3 чёрный крест · e3 чёрный крест · f3 чёрный крест | d5 чёрный крест · e5 чёрный крест · f5 чёрный крест · d4 чёрный крест · e4 белый король · f4 чёрный крест · d3 чёрный крест · e3 чёрный крест · f3 чёрный крест | 3 |
| 2 | d5 чёрный крест · e5 чёрный крест · f5 чёрный крест · d4 чёрный крест · e4 белый король · f4 чёрный крест · d3 чёрный крест · e3 чёрный крест · f3 чёрный крест | d5 чёрный крест · e5 чёрный крест · f5 чёрный крест · d4 чёрный крест · e4 белый король · f4 чёрный крест · d3 чёрный крест · e3 чёрный крест · f3 чёрный крест | d5 чёрный крест · e5 чёрный крест · f5 чёрный крест · d4 чёрный крест · e4 белый король · f4 чёрный крест · d3 чёрный крест · e3 чёрный крест · f3 чёрный крест | d5 чёрный крест · e5 чёрный крест · f5 чёрный крест · d4 чёрный крест · e4 белый король · f4 чёрный крест · d3 чёрный крест · e3 чёрный крест · f3 чёрный крест | d5 чёрный крест · e5 чёрный крест · f5 чёрный крест · d4 чёрный крест · e4 белый король · f4 чёрный крест · d3 чёрный крест · e3 чёрный крест · f3 чёрный крест | d5 чёрный крест · e5 чёрный крест · f5 чёрный крест · d4 чёрный крест · e4 белый король · f4 чёрный крест · d3 чёрный крест · e3 чёрный крест · f3 чёрный крест | d5 чёрный крест · e5 чёрный крест · f5 чёрный крест · d4 чёрный крест · e4 белый король · f4 чёрный крест · d3 чёрный крест · e3 чёрный крест · f3 чёрный крест | d5 чёрный крест · e5 чёрный крест · f5 чёрный крест · d4 чёрный крест · e4 белый король · f4 чёрный крест · d3 чёрный крест · e3 чёрный крест · f3 чёрный крест | 2 |
| 1 | d5 чёрный крест · e5 чёрный крест · f5 чёрный крест · d4 чёрный крест · e4 белый король · f4 чёрный крест · d3 чёрный крест · e3 чёрный крест · f3 чёрный крест | d5 чёрный крест · e5 чёрный крест · f5 чёрный крест · d4 чёрный крест · e4 белый король · f4 чёрный крест · d3 чёрный крест · e3 чёрный крест · f3 чёрный крест | d5 чёрный крест · e5 чёрный крест · f5 чёрный крест · d4 чёрный крест · e4 белый король · f4 чёрный крест · d3 чёрный крест · e3 чёрный крест · f3 чёрный крест | d5 чёрный крест · e5 чёрный крест · f5 чёрный крест · d4 чёрный крест · e4 белый король · f4 чёрный крест · d3 чёрный крест · e3 чёрный крест · f3 чёрный крест | d5 чёрный крест · e5 чёрный крест · f5 чёрный крест · d4 чёрный крест · e4 белый король · f4 чёрный крест · d3 чёрный крест · e3 чёрный крест · f3 чёрный крест | d5 чёрный крест · e5 чёрный крест · f5 чёрный крест · d4 чёрный крест · e4 белый король · f4 чёрный крест · d3 чёрный крест · e3 чёрный крест · f3 чёрный крест | d5 чёрный крест · e5 чёрный крест · f5 чёрный крест · d4 чёрный крест · e4 белый король · f4 чёрный крест · d3 чёрный крест · e3 чёрный крест · f3 чёрный крест | d5 чёрный крест · e5 чёрный крест · f5 чёрный крест · d4 чёрный крест · e4 белый король · f4 чёрный крест · d3 чёрный крест · e3 чёрный крест · f3 чёрный крест | 1 |
|   | a | b | c | d | e | f | g | h |   |

|   | a | b | c | d | e | f | g | h |   |
| - | --- | --- | --- | --- | --- | --- | --- | --- | - |
| 8 | f8 чёрная ладья · c5 чёрный крест · e5 чёрный крест · d4 чёрный король · e4 чёрный крест · c3 чёрный крест · d3 чёрный крест · e3 чёрный крест · g3 чёрный крест · h3 чёрный крест · a2 белый слон · g2 белый король · h2 чёрный крест · g1 чёрный крест · h1 чёрный крест | f8 чёрная ладья · c5 чёрный крест · e5 чёрный крест · d4 чёрный король · e4 чёрный крест · c3 чёрный крест · d3 чёрный крест · e3 чёрный крест · g3 чёрный крест · h3 чёрный крест · a2 белый слон · g2 белый король · h2 чёрный крест · g1 чёрный крест · h1 чёрный крест | f8 чёрная ладья · c5 чёрный крест · e5 чёрный крест · d4 чёрный король · e4 чёрный крест · c3 чёрный крест · d3 чёрный крест · e3 чёрный крест · g3 чёрный крест · h3 чёрный крест · a2 белый слон · g2 белый король · h2 чёрный крест · g1 чёрный крест · h1 чёрный крест | f8 чёрная ладья · c5 чёрный крест · e5 чёрный крест · d4 чёрный король · e4 чёрный крест · c3 чёрный крест · d3 чёрный крест · e3 чёрный крест · g3 чёрный крест · h3 чёрный крест · a2 белый слон · g2 белый король · h2 чёрный крест · g1 чёрный крест · h1 чёрный крест | f8 чёрная ладья · c5 чёрный крест · e5 чёрный крест · d4 чёрный король · e4 чёрный крест · c3 чёрный крест · d3 чёрный крест · e3 чёрный крест · g3 чёрный крест · h3 чёрный крест · a2 белый слон · g2 белый король · h2 чёрный крест · g1 чёрный крест · h1 чёрный крест | f8 чёрная ладья · c5 чёрный крест · e5 чёрный крест · d4 чёрный король · e4 чёрный крест · c3 чёрный крест · d3 чёрный крест · e3 чёрный крест · g3 чёрный крест · h3 чёрный крест · a2 белый слон · g2 белый король · h2 чёрный крест · g1 чёрный крест · h1 чёрный крест | f8 чёрная ладья · c5 чёрный крест · e5 чёрный крест · d4 чёрный король · e4 чёрный крест · c3 чёрный крест · d3 чёрный крест · e3 чёрный крест · g3 чёрный крест · h3 чёрный крест · a2 белый слон · g2 белый король · h2 чёрный крест · g1 чёрный крест · h1 чёрный крест | f8 чёрная ладья · c5 чёрный крест · e5 чёрный крест · d4 чёрный король · e4 чёрный крест · c3 чёрный крест · d3 чёрный крест · e3 чёрный крест · g3 чёрный крест · h3 чёрный крест · a2 белый слон · g2 белый король · h2 чёрный крест · g1 чёрный крест · h1 чёрный крест | 8 |
| 7 | f8 чёрная ладья · c5 чёрный крест · e5 чёрный крест · d4 чёрный король · e4 чёрный крест · c3 чёрный крест · d3 чёрный крест · e3 чёрный крест · g3 чёрный крест · h3 чёрный крест · a2 белый слон · g2 белый король · h2 чёрный крест · g1 чёрный крест · h1 чёрный крест | f8 чёрная ладья · c5 чёрный крест · e5 чёрный крест · d4 чёрный король · e4 чёрный крест · c3 чёрный крест · d3 чёрный крест · e3 чёрный крест · g3 чёрный крест · h3 чёрный крест · a2 белый слон · g2 белый король · h2 чёрный крест · g1 чёрный крест · h1 чёрный крест | f8 чёрная ладья · c5 чёрный крест · e5 чёрный крест · d4 чёрный король · e4 чёрный крест · c3 чёрный крест · d3 чёрный крест · e3 чёрный крест · g3 чёрный крест · h3 чёрный крест · a2 белый слон · g2 белый король · h2 чёрный крест · g1 чёрный крест · h1 чёрный крест | f8 чёрная ладья · c5 чёрный крест · e5 чёрный крест · d4 чёрный король · e4 чёрный крест · c3 чёрный крест · d3 чёрный крест · e3 чёрный крест · g3 чёрный крест · h3 чёрный крест · a2 белый слон · g2 белый король · h2 чёрный крест · g1 чёрный крест · h1 чёрный крест | f8 чёрная ладья · c5 чёрный крест · e5 чёрный крест · d4 чёрный король · e4 чёрный крест · c3 чёрный крест · d3 чёрный крест · e3 чёрный крест · g3 чёрный крест · h3 чёрный крест · a2 белый слон · g2 белый король · h2 чёрный крест · g1 чёрный крест · h1 чёрный крест | f8 чёрная ладья · c5 чёрный крест · e5 чёрный крест · d4 чёрный король · e4 чёрный крест · c3 чёрный крест · d3 чёрный крест · e3 чёрный крест · g3 чёрный крест · h3 чёрный крест · a2 белый слон · g2 белый король · h2 чёрный крест · g1 чёрный крест · h1 чёрный крест | f8 чёрная ладья · c5 чёрный крест · e5 чёрный крест · d4 чёрный король · e4 чёрный крест · c3 чёрный крест · d3 чёрный крест · e3 чёрный крест · g3 чёрный крест · h3 чёрный крест · a2 белый слон · g2 белый король · h2 чёрный крест · g1 чёрный крест · h1 чёрный крест | f8 чёрная ладья · c5 чёрный крест · e5 чёрный крест · d4 чёрный король · e4 чёрный крест · c3 чёрный крест · d3 чёрный крест · e3 чёрный крест · g3 чёрный крест · h3 чёрный крест · a2 белый слон · g2 белый король · h2 чёрный крест · g1 чёрный крест · h1 чёрный крест | 7 |
| 6 | f8 чёрная ладья · c5 чёрный крест · e5 чёрный крест · d4 чёрный король · e4 чёрный крест · c3 чёрный крест · d3 чёрный крест · e3 чёрный крест · g3 чёрный крест · h3 чёрный крест · a2 белый слон · g2 белый король · h2 чёрный крест · g1 чёрный крест · h1 чёрный крест | f8 чёрная ладья · c5 чёрный крест · e5 чёрный крест · d4 чёрный король · e4 чёрный крест · c3 чёрный крест · d3 чёрный крест · e3 чёрный крест · g3 чёрный крест · h3 чёрный крест · a2 белый слон · g2 белый король · h2 чёрный крест · g1 чёрный крест · h1 чёрный крест | f8 чёрная ладья · c5 чёрный крест · e5 чёрный крест · d4 чёрный король · e4 чёрный крест · c3 чёрный крест · d3 чёрный крест · e3 чёрный крест · g3 чёрный крест · h3 чёрный крест · a2 белый слон · g2 белый король · h2 чёрный крест · g1 чёрный крест · h1 чёрный крест | f8 чёрная ладья · c5 чёрный крест · e5 чёрный крест · d4 чёрный король · e4 чёрный крест · c3 чёрный крест · d3 чёрный крест · e3 чёрный крест · g3 чёрный крест · h3 чёрный крест · a2 белый слон · g2 белый король · h2 чёрный крест · g1 чёрный крест · h1 чёрный крест | f8 чёрная ладья · c5 чёрный крест · e5 чёрный крест · d4 чёрный король · e4 чёрный крест · c3 чёрный крест · d3 чёрный крест · e3 чёрный крест · g3 чёрный крест · h3 чёрный крест · a2 белый слон · g2 белый король · h2 чёрный крест · g1 чёрный крест · h1 чёрный крест | f8 чёрная ладья · c5 чёрный крест · e5 чёрный крест · d4 чёрный король · e4 чёрный крест · c3 чёрный крест · d3 чёрный крест · e3 чёрный крест · g3 чёрный крест · h3 чёрный крест · a2 белый слон · g2 белый король · h2 чёрный крест · g1 чёрный крест · h1 чёрный крест | f8 чёрная ладья · c5 чёрный крест · e5 чёрный крест · d4 чёрный король · e4 чёрный крест · c3 чёрный крест · d3 чёрный крест · e3 чёрный крест · g3 чёрный крест · h3 чёрный крест · a2 белый слон · g2 белый король · h2 чёрный крест · g1 чёрный крест · h1 чёрный крест | f8 чёрная ладья · c5 чёрный крест · e5 чёрный крест · d4 чёрный король · e4 чёрный крест · c3 чёрный крест · d3 чёрный крест · e3 чёрный крест · g3 чёрный крест · h3 чёрный крест · a2 белый слон · g2 белый король · h2 чёрный крест · g1 чёрный крест · h1 чёрный крест | 6 |
| 5 | f8 чёрная ладья · c5 чёрный крест · e5 чёрный крест · d4 чёрный король · e4 чёрный крест · c3 чёрный крест · d3 чёрный крест · e3 чёрный крест · g3 чёрный крест · h3 чёрный крест · a2 белый слон · g2 белый король · h2 чёрный крест · g1 чёрный крест · h1 чёрный крест | f8 чёрная ладья · c5 чёрный крест · e5 чёрный крест · d4 чёрный король · e4 чёрный крест · c3 чёрный крест · d3 чёрный крест · e3 чёрный крест · g3 чёрный крест · h3 чёрный крест · a2 белый слон · g2 белый король · h2 чёрный крест · g1 чёрный крест · h1 чёрный крест | f8 чёрная ладья · c5 чёрный крест · e5 чёрный крест · d4 чёрный король · e4 чёрный крест · c3 чёрный крест · d3 чёрный крест · e3 чёрный крест · g3 чёрный крест · h3 чёрный крест · a2 белый слон · g2 белый король · h2 чёрный крест · g1 чёрный крест · h1 чёрный крест | f8 чёрная ладья · c5 чёрный крест · e5 чёрный крест · d4 чёрный король · e4 чёрный крест · c3 чёрный крест · d3 чёрный крест · e3 чёрный крест · g3 чёрный крест · h3 чёрный крест · a2 белый слон · g2 белый король · h2 чёрный крест · g1 чёрный крест · h1 чёрный крест | f8 чёрная ладья · c5 чёрный крест · e5 чёрный крест · d4 чёрный король · e4 чёрный крест · c3 чёрный крест · d3 чёрный крест · e3 чёрный крест · g3 чёрный крест · h3 чёрный крест · a2 белый слон · g2 белый король · h2 чёрный крест · g1 чёрный крест · h1 чёрный крест | f8 чёрная ладья · c5 чёрный крест · e5 чёрный крест · d4 чёрный король · e4 чёрный крест · c3 чёрный крест · d3 чёрный крест · e3 чёрный крест · g3 чёрный крест · h3 чёрный крест · a2 белый слон · g2 белый король · h2 чёрный крест · g1 чёрный крест · h1 чёрный крест | f8 чёрная ладья · c5 чёрный крест · e5 чёрный крест · d4 чёрный король · e4 чёрный крест · c3 чёрный крест · d3 чёрный крест · e3 чёрный крест · g3 чёрный крест · h3 чёрный крест · a2 белый слон · g2 белый король · h2 чёрный крест · g1 чёрный крест · h1 чёрный крест | f8 чёрная ладья · c5 чёрный крест · e5 чёрный крест · d4 чёрный король · e4 чёрный крест · c3 чёрный крест · d3 чёрный крест · e3 чёрный крест · g3 чёрный крест · h3 чёрный крест · a2 белый слон · g2 белый король · h2 чёрный крест · g1 чёрный крест · h1 чёрный крест | 5 |
| 4 | f8 чёрная ладья · c5 чёрный крест · e5 чёрный крест · d4 чёрный король · e4 чёрный крест · c3 чёрный крест · d3 чёрный крест · e3 чёрный крест · g3 чёрный крест · h3 чёрный крест · a2 белый слон · g2 белый король · h2 чёрный крест · g1 чёрный крест · h1 чёрный крест | f8 чёрная ладья · c5 чёрный крест · e5 чёрный крест · d4 чёрный король · e4 чёрный крест · c3 чёрный крест · d3 чёрный крест · e3 чёрный крест · g3 чёрный крест · h3 чёрный крест · a2 белый слон · g2 белый король · h2 чёрный крест · g1 чёрный крест · h1 чёрный крест | f8 чёрная ладья · c5 чёрный крест · e5 чёрный крест · d4 чёрный король · e4 чёрный крест · c3 чёрный крест · d3 чёрный крест · e3 чёрный крест · g3 чёрный крест · h3 чёрный крест · a2 белый слон · g2 белый король · h2 чёрный крест · g1 чёрный крест · h1 чёрный крест | f8 чёрная ладья · c5 чёрный крест · e5 чёрный крест · d4 чёрный король · e4 чёрный крест · c3 чёрный крест · d3 чёрный крест · e3 чёрный крест · g3 чёрный крест · h3 чёрный крест · a2 белый слон · g2 белый король · h2 чёрный крест · g1 чёрный крест · h1 чёрный крест | f8 чёрная ладья · c5 чёрный крест · e5 чёрный крест · d4 чёрный король · e4 чёрный крест · c3 чёрный крест · d3 чёрный крест · e3 чёрный крест · g3 чёрный крест · h3 чёрный крест · a2 белый слон · g2 белый король · h2 чёрный крест · g1 чёрный крест · h1 чёрный крест | f8 чёрная ладья · c5 чёрный крест · e5 чёрный крест · d4 чёрный король · e4 чёрный крест · c3 чёрный крест · d3 чёрный крест · e3 чёрный крест · g3 чёрный крест · h3 чёрный крест · a2 белый слон · g2 белый король · h2 чёрный крест · g1 чёрный крест · h1 чёрный крест | f8 чёрная ладья · c5 чёрный крест · e5 чёрный крест · d4 чёрный король · e4 чёрный крест · c3 чёрный крест · d3 чёрный крест · e3 чёрный крест · g3 чёрный крест · h3 чёрный крест · a2 белый слон · g2 белый король · h2 чёрный крест · g1 чёрный крест · h1 чёрный крест | f8 чёрная ладья · c5 чёрный крест · e5 чёрный крест · d4 чёрный король · e4 чёрный крест · c3 чёрный крест · d3 чёрный крест · e3 чёрный крест · g3 чёрный крест · h3 чёрный крест · a2 белый слон · g2 белый король · h2 чёрный крест · g1 чёрный крест · h1 чёрный крест | 4 |
| 3 | f8 чёрная ладья · c5 чёрный крест · e5 чёрный крест · d4 чёрный король · e4 чёрный крест · c3 чёрный крест · d3 чёрный крест · e3 чёрный крест · g3 чёрный крест · h3 чёрный крест · a2 белый слон · g2 белый король · h2 чёрный крест · g1 чёрный крест · h1 чёрный крест | f8 чёрная ладья · c5 чёрный крест · e5 чёрный крест · d4 чёрный король · e4 чёрный крест · c3 чёрный крест · d3 чёрный крест · e3 чёрный крест · g3 чёрный крест · h3 чёрный крест · a2 белый слон · g2 белый король · h2 чёрный крест · g1 чёрный крест · h1 чёрный крест | f8 чёрная ладья · c5 чёрный крест · e5 чёрный крест · d4 чёрный король · e4 чёрный крест · c3 чёрный крест · d3 чёрный крест · e3 чёрный крест · g3 чёрный крест · h3 чёрный крест · a2 белый слон · g2 белый король · h2 чёрный крест · g1 чёрный крест · h1 чёрный крест | f8 чёрная ладья · c5 чёрный крест · e5 чёрный крест · d4 чёрный король · e4 чёрный крест · c3 чёрный крест · d3 чёрный крест · e3 чёрный крест · g3 чёрный крест · h3 чёрный крест · a2 белый слон · g2 белый король · h2 чёрный крест · g1 чёрный крест · h1 чёрный крест | f8 чёрная ладья · c5 чёрный крест · e5 чёрный крест · d4 чёрный король · e4 чёрный крест · c3 чёрный крест · d3 чёрный крест · e3 чёрный крест · g3 чёрный крест · h3 чёрный крест · a2 белый слон · g2 белый король · h2 чёрный крест · g1 чёрный крест · h1 чёрный крест | f8 чёрная ладья · c5 чёрный крест · e5 чёрный крест · d4 чёрный король · e4 чёрный крест · c3 чёрный крест · d3 чёрный крест · e3 чёрный крест · g3 чёрный крест · h3 чёрный крест · a2 белый слон · g2 белый король · h2 чёрный крест · g1 чёрный крест · h1 чёрный крест | f8 чёрная ладья · c5 чёрный крест · e5 чёрный крест · d4 чёрный король · e4 чёрный крест · c3 чёрный крест · d3 чёрный крест · e3 чёрный крест · g3 чёрный крест · h3 чёрный крест · a2 белый слон · g2 белый король · h2 чёрный крест · g1 чёрный крест · h1 чёрный крест | f8 чёрная ладья · c5 чёрный крест · e5 чёрный крест · d4 чёрный король · e4 чёрный крест · c3 чёрный крест · d3 чёрный крест · e3 чёрный крест · g3 чёрный крест · h3 чёрный крест · a2 белый слон · g2 белый король · h2 чёрный крест · g1 чёрный крест · h1 чёрный крест | 3 |
| 2 | f8 чёрная ладья · c5 чёрный крест · e5 чёрный крест · d4 чёрный король · e4 чёрный крест · c3 чёрный крест · d3 чёрный крест · e3 чёрный крест · g3 чёрный крест · h3 чёрный крест · a2 белый слон · g2 белый король · h2 чёрный крест · g1 чёрный крест · h1 чёрный крест | f8 чёрная ладья · c5 чёрный крест · e5 чёрный крест · d4 чёрный король · e4 чёрный крест · c3 чёрный крест · d3 чёрный крест · e3 чёрный крест · g3 чёрный крест · h3 чёрный крест · a2 белый слон · g2 белый король · h2 чёрный крест · g1 чёрный крест · h1 чёрный крест | f8 чёрная ладья · c5 чёрный крест · e5 чёрный крест · d4 чёрный король · e4 чёрный крест · c3 чёрный крест · d3 чёрный крест · e3 чёрный крест · g3 чёрный крест · h3 чёрный крест · a2 белый слон · g2 белый король · h2 чёрный крест · g1 чёрный крест · h1 чёрный крест | f8 чёрная ладья · c5 чёрный крест · e5 чёрный крест · d4 чёрный король · e4 чёрный крест · c3 чёрный крест · d3 чёрный крест · e3 чёрный крест · g3 чёрный крест · h3 чёрный крест · a2 белый слон · g2 белый король · h2 чёрный крест · g1 чёрный крест · h1 чёрный крест | f8 чёрная ладья · c5 чёрный крест · e5 чёрный крест · d4 чёрный король · e4 чёрный крест · c3 чёрный крест · d3 чёрный крест · e3 чёрный крест · g3 чёрный крест · h3 чёрный крест · a2 белый слон · g2 белый король · h2 чёрный крест · g1 чёрный крест · h1 чёрный крест | f8 чёрная ладья · c5 чёрный крест · e5 чёрный крест · d4 чёрный король · e4 чёрный крест · c3 чёрный крест · d3 чёрный крест · e3 чёрный крест · g3 чёрный крест · h3 чёрный крест · a2 белый слон · g2 белый король · h2 чёрный крест · g1 чёрный крест · h1 чёрный крест | f8 чёрная ладья · c5 чёрный крест · e5 чёрный крест · d4 чёрный король · e4 чёрный крест · c3 чёрный крест · d3 чёрный крест · e3 чёрный крест · g3 чёрный крест · h3 чёрный крест · a2 белый слон · g2 белый король · h2 чёрный крест · g1 чёрный крест · h1 чёрный крест | f8 чёрная ладья · c5 чёрный крест · e5 чёрный крест · d4 чёрный король · e4 чёрный крест · c3 чёрный крест · d3 чёрный крест · e3 чёрный крест · g3 чёрный крест · h3 чёрный крест · a2 белый слон · g2 белый король · h2 чёрный крест · g1 чёрный крест · h1 чёрный крест | 2 |
| 1 | f8 чёрная ладья · c5 чёрный крест · e5 чёрный крест · d4 чёрный король · e4 чёрный крест · c3 чёрный крест · d3 чёрный крест · e3 чёрный крест · g3 чёрный крест · h3 чёрный крест · a2 белый слон · g2 белый король · h2 чёрный крест · g1 чёрный крест · h1 чёрный крест | f8 чёрная ладья · c5 чёрный крест · e5 чёрный крест · d4 чёрный король · e4 чёрный крест · c3 чёрный крест · d3 чёрный крест · e3 чёрный крест · g3 чёрный крест · h3 чёрный крест · a2 белый слон · g2 белый король · h2 чёрный крест · g1 чёрный крест · h1 чёрный крест | f8 чёрная ладья · c5 чёрный крест · e5 чёрный крест · d4 чёрный король · e4 чёрный крест · c3 чёрный крест · d3 чёрный крест · e3 чёрный крест · g3 чёрный крест · h3 чёрный крест · a2 белый слон · g2 белый король · h2 чёрный крест · g1 чёрный крест · h1 чёрный крест | f8 чёрная ладья · c5 чёрный крест · e5 чёрный крест · d4 чёрный король · e4 чёрный крест · c3 чёрный крест · d3 чёрный крест · e3 чёрный крест · g3 чёрный крест · h3 чёрный крест · a2 белый слон · g2 белый король · h2 чёрный крест · g1 чёрный крест · h1 чёрный крест | f8 чёрная ладья · c5 чёрный крест · e5 чёрный крест · d4 чёрный король · e4 чёрный крест · c3 чёрный крест · d3 чёрный крест · e3 чёрный крест · g3 чёрный крест · h3 чёрный крест · a2 белый слон · g2 белый король · h2 чёрный крест · g1 чёрный крест · h1 чёрный крест | f8 чёрная ладья · c5 чёрный крест · e5 чёрный крест · d4 чёрный король · e4 чёрный крест · c3 чёрный крест · d3 чёрный крест · e3 чёрный крест · g3 чёрный крест · h3 чёрный крест · a2 белый слон · g2 белый король · h2 чёрный крест · g1 чёрный крест · h1 чёрный крест | f8 чёрная ладья · c5 чёрный крест · e5 чёрный крест · d4 чёрный король · e4 чёрный крест · c3 чёрный крест · d3 чёрный крест · e3 чёрный крест · g3 чёрный крест · h3 чёрный крест · a2 белый слон · g2 белый король · h2 чёрный крест · g1 чёрный крест · h1 чёрный крест | f8 чёрная ладья · c5 чёрный крест · e5 чёрный крест · d4 чёрный король · e4 чёрный крест · c3 чёрный крест · d3 чёрный крест · e3 чёрный крест · g3 чёрный крест · h3 чёрный крест · a2 белый слон · g2 белый король · h2 чёрный крест · g1 чёрный крест · h1 чёрный крест | 1 |
|   | a | b | c | d | e | f | g | h |   |

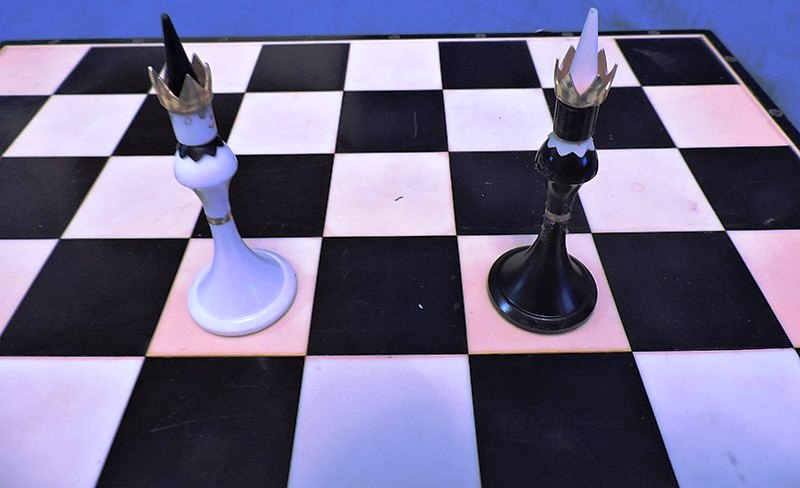
Между королями всегда остаётся одна свободная клетка

Коро́ль (Юникод: ♔♚) — главная шахматная фигура. В России до 1870-х гг. применялось название «Царь». Это самая ценная и самая высокая, хотя и не сильнейшая фигура. Цель шахматной партии — объявить мат королю соперника (то есть поставить его под удар так, чтобы не было защиты), при этом в классических шахматах и большинстве вариантов шахмат никому из игроков нельзя забирать короля с доски, поскольку эта фигура стоит на шахматной доске вплоть до окончания партии.

## Ходы короля
Король сочетает в себе свойства ферзя и пешки: он может перемещаться в любом направлении, но только на 1 поле. Находясь на угловом поле, король атакует 3 поля, на поле у края доски — 5 полей, на остальных полях — 8 полей. При этом король, в отличие от остальных фигур, не может ходить на поле, находящееся под ударом фигуры соперника (под шах). Минимальное расстояние между королями обеих сторон всегда должно составлять одно поле, которое ни один из них не имеет права занимать. Эта особенность даёт возможность объявить мат чужому королю с помощью других фигур, зачастую в эндшпиле.
Король способен атаковать любую находящуюся к нему вплотную фигуру соперника, если занимаемое ею поле не защищено другой фигурой (что сделало бы такой ход невозможным — под шах). Исключением является случай, когда король находится под шахом коня, которого он не в состоянии атаковать в связи с тем, что тот перемещается только на определённое количество полей и потому недосягаем в такой позиции. В этом случае следует либо увести короля, либо побить коня какой-нибудь из доступных фигур, под ударом которой он может оказаться.

## Рокировка
Рокировка представляет собой ход короля с его перемещением на два поля в сторону одной из ладей и последующим перемещением ладьи на поле, пройденное королём на том же ходу. Рокировка на королевский фланг называется короткой рокировкой (обозначается 0-0), рокировка на ферзевый фланг — длинной рокировкой (обозначается 0-0-0).
Рокировка допустима при соблюдении следующих условий:
- король и ладья ещё не сделали ни одного хода;
- между королём и ладьёй нет фигур;
- король не находится под шахом, не проходит через атакуемые поля и не попадает на атакуемое поле (под шах).

## Шах
Шах — ситуация, когда после хода противника король атакован фигурой противника (оказался «на линии огня» противника). Вскрытый шах — ситуация, когда после хода одной фигурой противника король оказался атакованным другой фигурой. Двойной шах — ситуация, когда король атакован сразу двумя фигурами противника (происходит, когда дается обычный шах фигурой, одновременно вызывающей вскрытый шах).
В случае, если королю объявлен шах, необходимо следующим ходом вывести его из-под шаха. Защититься от шаха можно одним из трёх способов — сделать ход королём на поле, не атакуемое фигурами противника, загородить короля своей фигурой, побить атакующую короля фигуру. Защититься от двойного шаха можно, только сделав ход королём. Самим королём возможно объявить только вскрытый шах, поскольку король не может непосредственно атаковать короля соперника, сам не оказавшись при этом под шахом.

## Мат
Мат — ситуация, когда после хода противника король атакован фигурой противника, и при этом игрок не может своим ходом защититься от шаха. В этом случае он проигрывает.

## Пат
Пат — ситуация, когда после хода противника игрок не имеет возможности сделать допустимый ход, поскольку при любом ходе короля он оказывается под шахом, а другие фигуры отсутствуют или заблокированы, и при этом король не атакован. Пат означает завершение игры вничью (иногда пат также называют «взаимным матом», что неверно, так как одновременный мат обоим королям невозможен.). Раньше пат завершал игру поражением запатованной стороны.

## Король в шахматной партии
В начале партии белый король занимает поле е1, чёрный — е8 (т.е. короли должны стоять на полях, противоположных своему цвету). В дебюте королями обычно не ходят. Исключение — рокировка, осуществляемая для лучшей защиты самого короля и развёртывания других фигур. В миттельшпиле король нередко бывает объектом атак, результатом которых может стать победа одной из сторон. В эндшпиле короли обычно принимают активное участие в игре, помогая продвижению своих пешек в ферзи или препятствуя продвижению чужих пешек, а также взаимодействуя со своими фигурами, атакующими короля противника.

### Стоимость короля
Из-за особой роли короля в игре его редко сравнивают по силе с другими фигурами. С одной стороны, неустранимая угроза взятия короля (то есть мат) означает проигрыш партии, и поэтому его стоимость равна бесконечности. В дебюте и миттельшпиле неприкрытый король легко уязвим, и поэтому он не принимает активного участия в шахматном сражении, стремясь находиться под защитой других фигур; для этого обычно проводят рокировку. С другой стороны, ближе к концу партии, когда серьёзных угроз королю больше нет, он проявляет бо́льшую активность и становится важной атакующей и защищающей фигурой, и его сила равна 3—4 пешкам. Обычно король бесценен.

## В культуре
Многие персонажи «Алисы в Зазеркалье» Льюиса Кэрролла стилизованы под шахматные фигуры. Также среди них есть Белый Король и Чёрный Король.
Белый Король впервые появляется в 1 главе, будучи размером с шахматную фигуру, а впоследствии появляется в 9 главе, будучи ростом с человека. Имеет двух гонцов: Болванс Чика и Зай Атса. Постоянно ест занозы. Любит смотреть на битву Льва и Единорога.
Чёрный Король появляется в повествовании только спящим. Он храпит так громко, что слышно по всему лесу. Траляля и Труляля уверяют Алису, что всё вокруг снится Чёрному Королю.

## Галерея

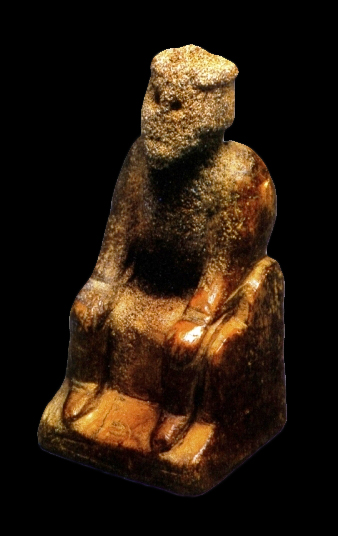
Фигурка короля из Слуцка (Беларусь), XII в.
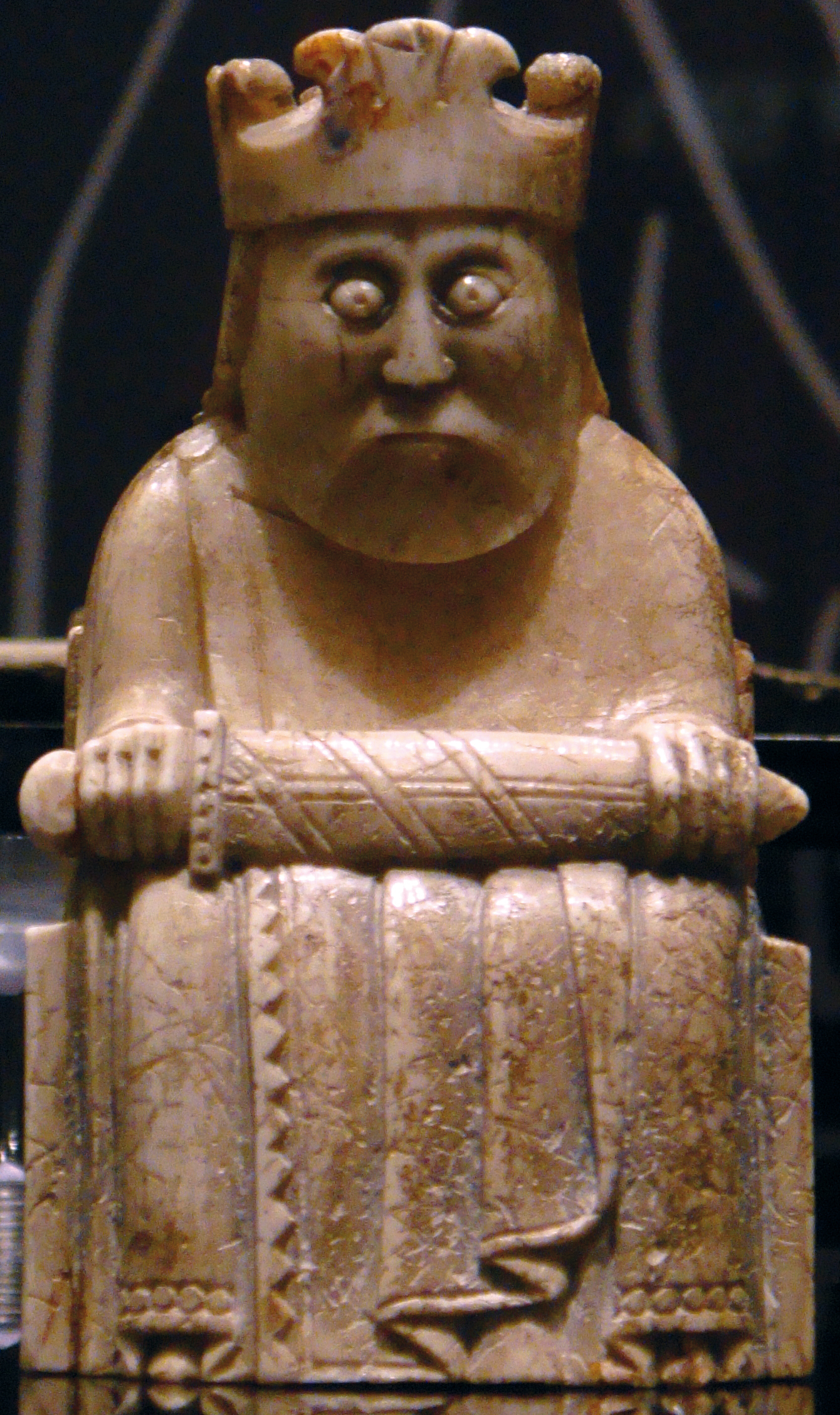
Король из набора «шахмат с острова Льюис»
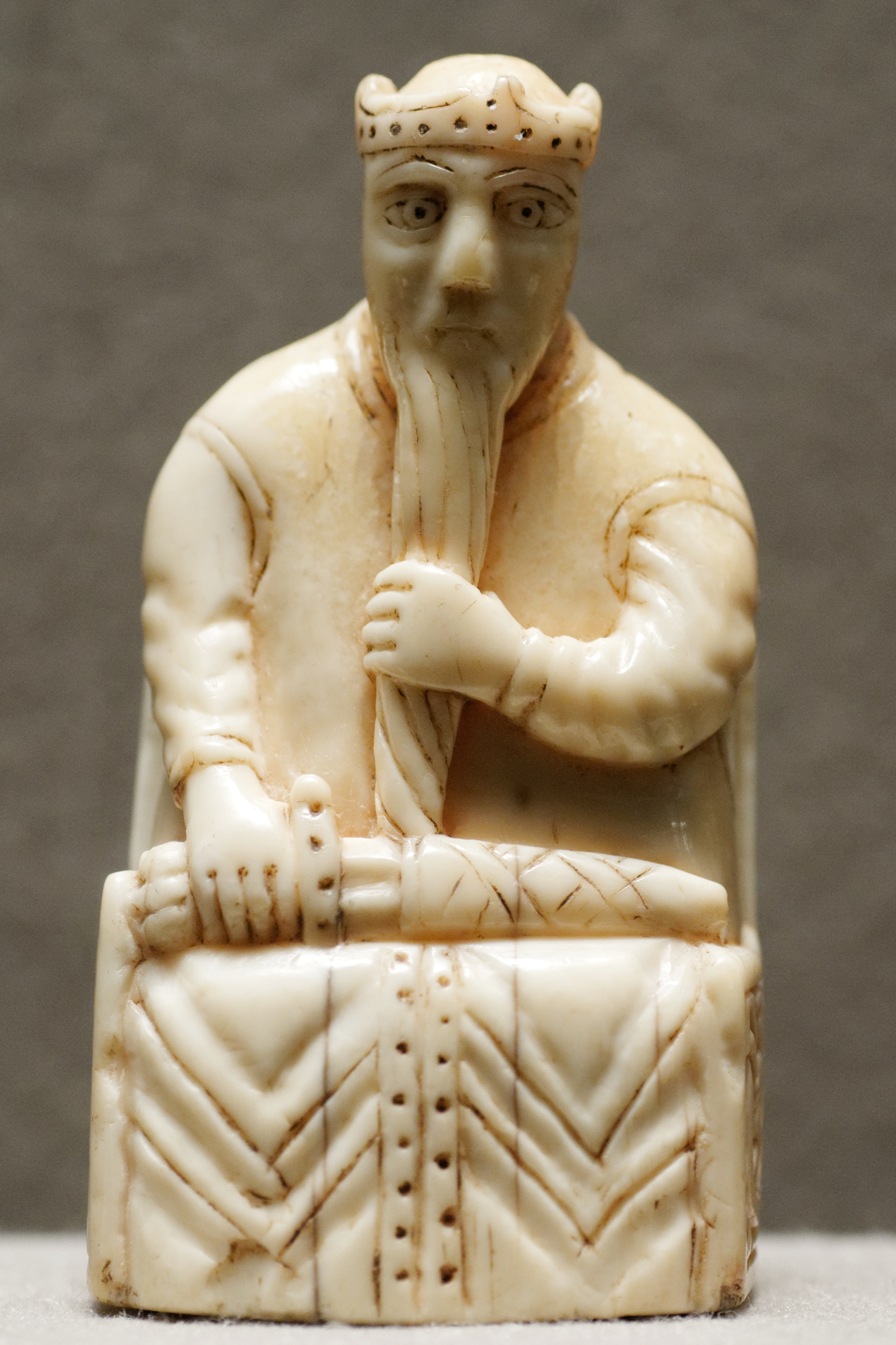
Король, Норвегия, конец XII в.
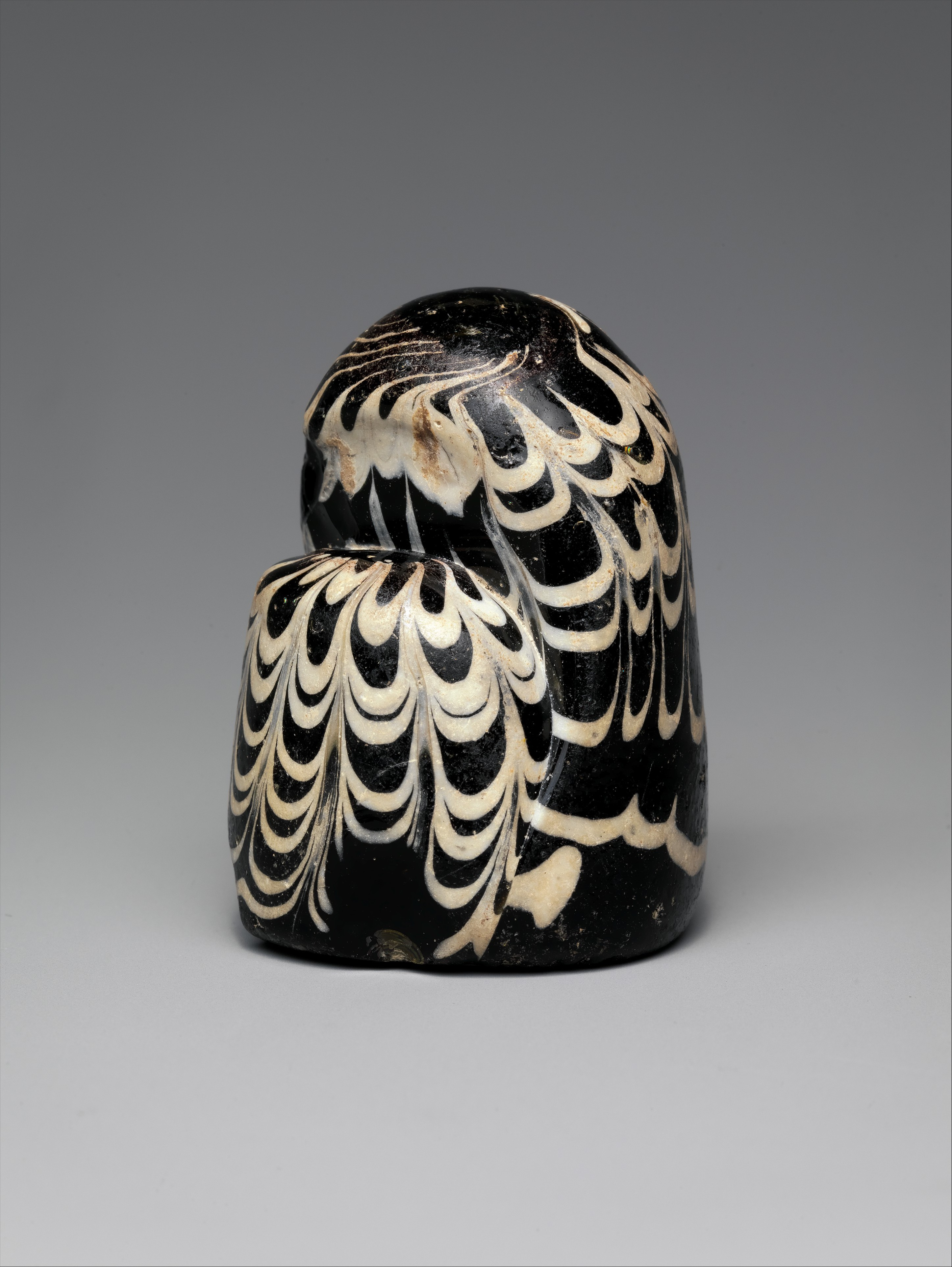
Король, стекло, XIII-XIV вв.